# Dépôt de remonte
Les dépôts de remonte étaient des établissements dont la tâche principale était de fournir des chevaux pour les unités militaires. Ils déclinent au cours du XXe siècle avec une cavalerie de moins en moins utilisée par les armées.
Le 25 mai 1818, le premier dépôt de remonte est créé à titre expérimental à Caen (Quartier Lorge) et le second, l'année suivante, à Clermont-Ferrand. Le corps de la Remonte est créé au niveau national le 11 avril 1831. 